# Tampines Rovers
Tampines Rovers Football Club is een Singaporese voetbalclub die speelt in de S.League in Singapore.
Tampines Rovers is een van de oudste clubs in Singapore. Ze zijn twee keer de kampioen van Singapore geworden, in 2004 en 2005. In 2005 waren ze de eerste Singaporese club die de ASEAN Club Championship wonnen, ze versloegen Pahang FA uit Maleisië met 4-2.

## Record

### S.League record
- 2006 - 2de
- 2005 - Kampioen
- 2004 - Kampioen
- 2003 - 4de
- 2002 - 4de
- 2001 - 6de
- 2000 - 7de
- 1999 - 10de
- 1998 - 6de
- 1997 - 6de
- 1996 - Series 1: 8ste; Series 2: 7de

### Singaporese Beker
- 2002, 2004, 2006, 2019

### ASEAN Club Clubkampioenschap
- 2005

## Bekende (oud-)spelers
- Mirko Grabovac
- Sutee Suksomkit
- Peres De Oliveira
- Rezal Hassan
- Sead Muratovic
- Jermaine Pennant